# Discernement
Le discernement est la faculté de reconnaître distinctement en faisant un effort des sens (vue, ouïe, etc.) ou de l'esprit, ou de tous ces éléments conjugués.
Le discernement peut en première approche se rapprocher de l'intuition. Cependant, l'intuition, qui est une prise de conscience immédiate et individuelle, peut conduire à des erreurs d'appréciation.

## Par domaine

### Droit
En droit, le discernement est la capacité intellectuelle que toute personne physique est supposée avoir. Elle peut être une condition donnant certains droits. Le code pénal français précise les conséquences juridiques d'une abolition ou d'une altération du discernement. En droit de la santé, le consentement aux soins du patient mineur doit être obtenu s'il est capable de discernement.
Selon le Code civil suisse : « Toute personne qui n’est pas privée de la faculté d’agir raisonnablement en raison de son jeune âge, de déficience mentale, de troubles psychiques, d’ivresse ou d’autres causes semblables est capable de discernement au sens de la présente loi ».

### Philosophie et sciences
Descartes affirmait qu'« il n’y a pas d’autres voies qui s’offrent aux hommes, pour arriver à une connaissance certaine de la vérité, que l’intuition évidente et la déduction nécessaire » (XIIe règle).
Dans le contexte de l'apparition de la science moderne (Galilée), cette proposition pouvait sembler de bon sens. Pourtant, nos conceptions du monde ayant évolué depuis le XVIIe siècle, cette affirmation de Descartes peut ne pas s'appliquer dans tous les contextes. En particulier, toute intuition est-elle évidente pour d'autres personnes que celui qui la ressent en fonction de ses propres expériences et perceptions, qui sont nécessairement subjectives ?
Les empiristes, en Angleterre particulièrement, accordent traditionnellement une grande importance à l'expérience (voir méthode expérimentale, Robert Boyle, etc.).
Toute intuition doit donc être vérifiée à partir de plusieurs sources. Le discernement doit donc faire appel à différents modes de raisonnement. Il est d'autant plus précis qu'il est partagé, et débattu.
Le discernement doit faire appel à de nombreux éléments :
- la signification des signes et symboles, liés aux personnes, aux objets, aux événements (voir sémiotique et sémiologie) ;
- la sémantique : précision dans la reconnaissance de l'étymologie des mots par exemple, des différents sens ;
- la linguistique ;
- les enchaînements d'événements dans l'Histoire ;
- la culture ;
- l'identification de l'intention des personnes dans leurs actes (causes finales) ;
- les prises de conscience
- etc.

Le discernement est un exercice souvent difficile, car il nécessite de s'affranchir des sophismes qui peuvent encombrer le vocabulaire, du côté superficiel de certaines affirmations, ou de la tentation de laisser un dogme ou un texte se substituer à la capacité de penser.
Le discernement permet de reconnaître par perception précoce. C'est une qualité utile en intelligence économique et en veille.

### Spiritualité
Le discernement est une qualité fondamentale dans la spiritualité ignacienne : ici, le mot signifie l'aptitude à reconnaître l'action de Dieu dans la vie de tous les jours. En effet, Ignace de Loyola, fondateur des jésuites professait que toute décision humaine est le lieu d’une rencontre avec Dieu. Les exercices spirituels qu'il a mis au point ont pour but de favoriser ce discernement.
Le discernement décrit en grande partie la recherche intérieure d'une réponse à la question si Dieu appelle à la vie consacrée, au ministère ordonné ou à autre vocation. Le discernement pour la vocation sacerdotale est généralement accompagné d'une direction spirituelle qui peut également faire partie de l'année de propédeutique.